# Al Wood
Pour les articles homonymes, voir Wood.
Martin Alphonzo « Al » Wood, né le 2 juin 1958 à Gray, est un joueur américain de basket-ball.

## Biographie
Sélectionné en 4e choix lors de la Draft 1981 de la NBA, il a joué professionnellement en NBA pour les Hawks d'Atlanta (1981–1982), les Clippers de San Diego (1982–1983), les SuperSonics de Seattle (1983–1986) et les Mavericks de Dallas (1986–1987).
Il a également joué en Italie au Mestre Basket (1987–1988), en Continental Basketball Association (CBA) aux Racers d'Omaha (1989–1990) et en France au FC Mulhouse Basket (1990–1991).